# Hendrik Lodewijk Ernest van Ligne
Hendrik Lodewijk (Henri Louis) Ernest van Ligne (2 februari 1644 - 8 februari 1702) was een Zuid-Nederlands edelman uit het Huis Ligne en vierde prins van Ligne, Amboise en Épinoy.
Hij werd geboren als zoon van de derde prins, Claude Lamoral I, en Clara Maria van Nassau-Siegen. Als oudste zoon droeg hij de titel Markies van Roubaix en vergezelde hij zijn vader in 1660 op diens missie bij Karel II van Engeland.
In 1657 werd hij ridder in de Orde van Calatrava, in 1684 gevolgd door de Orde van het Gulden Vlies (brevet nr. 532).
In 1685 volgde hij zijn oom, Johan Frans Desideratus van Nassau-Siegen op als stadhouder van Limburg.
Volgens de memoires van zijn kleinzoon Charles-Joseph de Ligne zou hij zijn gestorven tijdens de jacht, terwijl hij een everzwijn opwachtte.

## Huwelijk en kinderen
Hij trouwde in 1677 in Madrid met de Spaanse doña Juana Monica de Aragon y Benavidez (†1691). Het koppel kreeg volgende kinderen:
- Marie Anne Antoinette (1680-1720) trouwde in 1694 met Filips Emanuel van Horne
- Antoine Joseph Ghislain (1682-1707), vijfde prins van Ligne
- Claude Lamoral (1685-1766), zesde prins van Ligne
- Ferdinand (1686-1757), kolonel in 1717, generaal en veldmaarschalk onder Maria Theresia
- Hubert (c.1688-1695)
- Ernest Henri Philippe (1688-1710)
- Gaspar Melchior Balthazar (1691-1702)

## Voorouders
| Voorouders van Hendrik Lodewijk Ernest van Ligne | Voorouders van Hendrik Lodewijk Ernest van Ligne                                   | Voorouders van Hendrik Lodewijk Ernest van Ligne                                   | Voorouders van Hendrik Lodewijk Ernest van Ligne                                   | Voorouders van Hendrik Lodewijk Ernest van Ligne                                   | Voorouders van Hendrik Lodewijk Ernest van Ligne                                      | Voorouders van Hendrik Lodewijk Ernest van Ligne                                      | Voorouders van Hendrik Lodewijk Ernest van Ligne                                   | Voorouders van Hendrik Lodewijk Ernest van Ligne                                   |
| ------------------------------------------------ | ---------------------------------------------------------------------------------- | ---------------------------------------------------------------------------------- | ---------------------------------------------------------------------------------- | ---------------------------------------------------------------------------------- | ------------------------------------------------------------------------------------- | ------------------------------------------------------------------------------------- | ---------------------------------------------------------------------------------- | ---------------------------------------------------------------------------------- |
| Overgrootouders                                  | Lamoraal I van Ligne (1563–1624) ∞ Anna Maria van Melun (1565–1634)                | Lamoraal I van Ligne (1563–1624) ∞ Anna Maria van Melun (1565–1634)                | Hendrik van Lotharingen (1570–1600) ∞ Claudia van Moy (1572–1627)                  | Hendrik van Lotharingen (1570–1600) ∞ Claudia van Moy (1572–1627)                  | Johan VII van Nassau-Siegen (1561–1623) ∞ Magdalena van Waldeck-Wildungen (1558–1599) | Johan VII van Nassau-Siegen (1561–1623) ∞ Magdalena van Waldeck-Wildungen (1558–1599) | Lamoraal I van Ligne (1563–1624) ∞ Anna Maria van Melun (1565–1634)                | Lamoraal I van Ligne (1563–1624) ∞ Anna Maria van Melun (1565–1634)                |
| Grootouders                                      | Floris van Ligne (1588–1622) ∞ Louisa Van Lotharingen (1595–1634)                  | Floris van Ligne (1588–1622) ∞ Louisa Van Lotharingen (1595–1634)                  | Floris van Ligne (1588–1622) ∞ Louisa Van Lotharingen (1595–1634)                  | Floris van Ligne (1588–1622) ∞ Louisa Van Lotharingen (1595–1634)                  | Johan VIII van Nassau-Siegen (1583–1638) ∞ Ernestine Jolande van Ligne (1594–1668)    | Johan VIII van Nassau-Siegen (1583–1638) ∞ Ernestine Jolande van Ligne (1594–1668)    | Johan VIII van Nassau-Siegen (1583–1638) ∞ Ernestine Jolande van Ligne (1594–1668) | Johan VIII van Nassau-Siegen (1583–1638) ∞ Ernestine Jolande van Ligne (1594–1668) |
| Ouders                                           | Claude Lamoral I van Ligne (1618–1679) ∞ Clara Maria van Nassau-Siegen (1621–1695) | Claude Lamoral I van Ligne (1618–1679) ∞ Clara Maria van Nassau-Siegen (1621–1695) | Claude Lamoral I van Ligne (1618–1679) ∞ Clara Maria van Nassau-Siegen (1621–1695) | Claude Lamoral I van Ligne (1618–1679) ∞ Clara Maria van Nassau-Siegen (1621–1695) | Claude Lamoral I van Ligne (1618–1679) ∞ Clara Maria van Nassau-Siegen (1621–1695)    | Claude Lamoral I van Ligne (1618–1679) ∞ Clara Maria van Nassau-Siegen (1621–1695)    | Claude Lamoral I van Ligne (1618–1679) ∞ Clara Maria van Nassau-Siegen (1621–1695) | Claude Lamoral I van Ligne (1618–1679) ∞ Clara Maria van Nassau-Siegen (1621–1695) |
| Hendrik Lodewijk Ernest van Ligne (1644–1702)    |                                                                                    |                                                                                    |                                                                                    |                                                                                    |                                                                                       |                                                                                       |                                                                                    |                                                                                    |